# Timòcrates (polític del segle V aC)
Timòcrates (en llatí Timocrates, en grec antic τιμοκράτης) fou un polític atenenc que el 406 aC era membre del consell dels Cinc-cents.
Davant d'ell, els generals que havien guanyat a la batalla de les Arginuses va explicar el seu relat. Timòcrates, després d'escoltar-los, va proposar deixar-los sota custòdia a l'espera del judici del poble, acusats de no haver socorregut als nàufrags que després de la batalla van veure destrossades les seves naus per una tempesta. Podria ser el mateix que Timòcrates d'Atenes.